# Seru Fortuna
Seru Fortuna – osada (buurt) w dzielnicy Fortuna, miasta Willemstad, w dystrykcie Willemstad, w kraju autonomicznym Curaçao, należącym do Holandii, w Ameryce Południowej. 20 października 2023 r. liczyła 122 mieszkańców. Zarówno pod względem liczby mieszkańców, jak i powierzchni jest największą osadą w dzielnicy.